# 維也納大學天文台

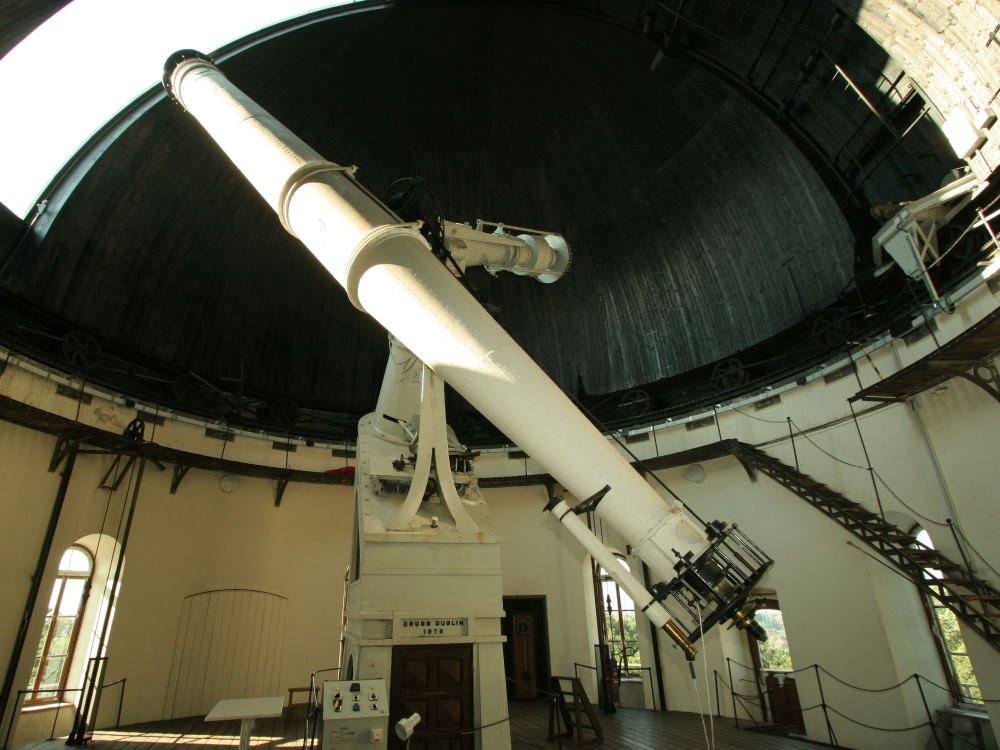
維也納天文台口徑68公分折射望遠鏡。

維也納大學天文台（德語：Universitäts-Sternwarte Wien），是位於奧地利維也納的天文台，是維也納大學的一部分。

## 歷史
維也納大学天文台的第一個台址是在維也納大學其中一個校內建築頂樓，該台建設於1753到1754年之間。
1874到1879年間在現址建立今日的維也納天文台，並於1883年由奧匈帝國皇帝弗朗茨·约瑟夫一世親自啟用。該台的主要圓頂內裝設了口徑68公分，焦距10.5公尺的的折射望遠鏡。該望遠鏡由英國格拉布望遠鏡公司製造，在建成當時是世界最大的折射望遠鏡。

## 歷任台長
- Maximilian Hell, 1756年–1792年
- Franz de Paula Triesnecker, 1792年–1817年
- 約翰·約瑟夫·馮·利特羅, 1819年–1840年
- 卡爾·路德維希·馮·利特羅, 1842年–1877年
- 埃德蒙·魏斯, 1877年–1908年
- 卡西米爾·格拉夫, 1928年–1938年
- Bruno Thüring, 1940年–1945年
- 卡西米爾·格拉夫, 1945年–1949年
- 約瑟夫·霍普曼, 1951年–1962年
- Josef Meurers, 1962年–1979年
- 卡爾·雷庫斯, 1979年–1981年
- 维尔讷·恰努特, 1981年–1984年
- 米歇爾·布雷格, 1984年–1986年
- 保羅·傑克森, 1986年–1994年
- 米歇爾·布雷格, 1994年–2005年
- Gerhard Hensler, 2006年–2009年
- 弗朗茨·克許巴姆, 2009年–現任

## 圖集

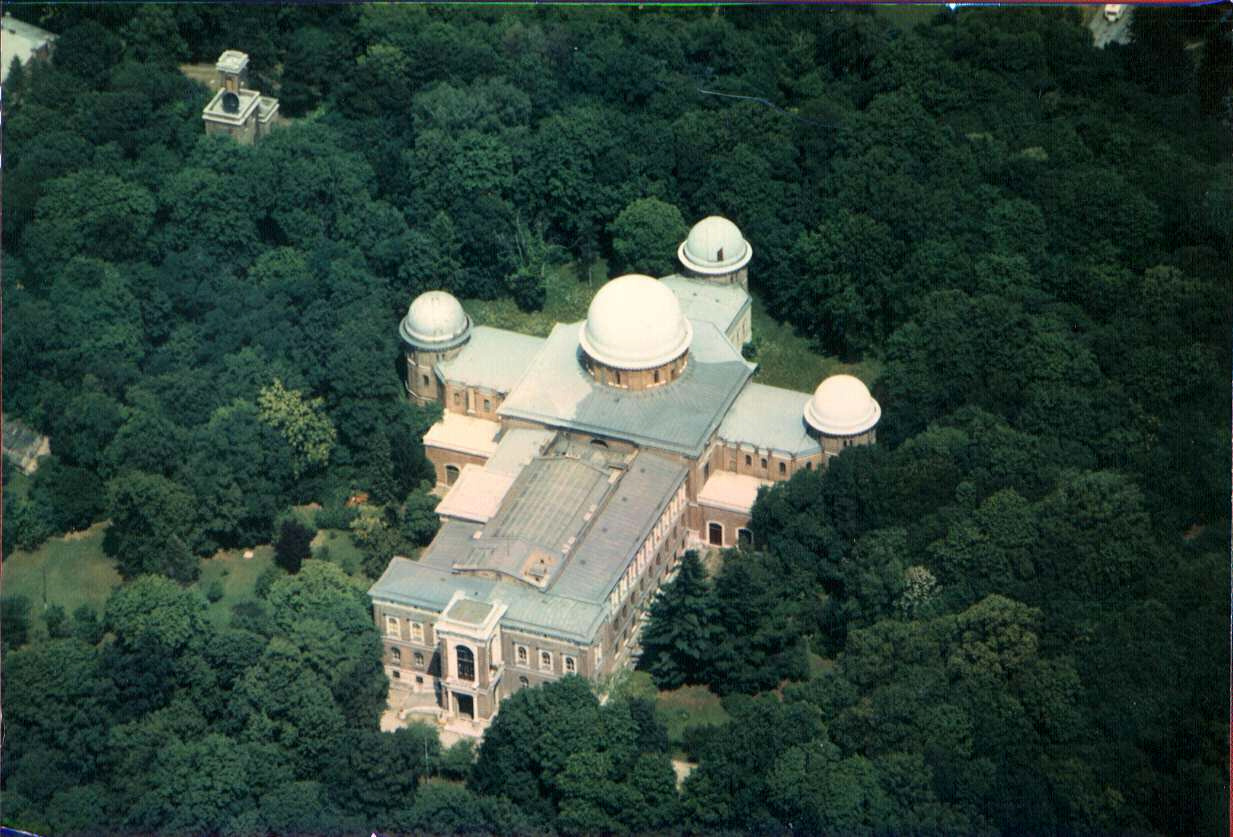
維也納天文台鳥瞰。
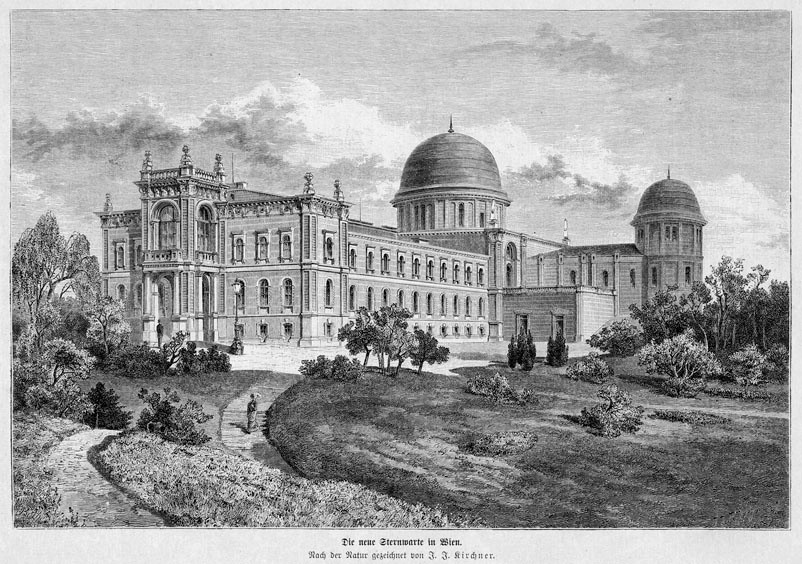
1878年的維也納天文台。

## 外部連結
- Home page
- History
- Photo